# Virbio
Virbio (en latín Virbĭus), en la mitología romana, era un genio cuyo santuario estaba en el sagrado bosque de Nemi (Aricia). Su culto estaba unido al de Diana. Los caballos no tenían acceso a su bosque, lo que dio origen a la creencia tardía de que Virbio era el hijo de Teseo, Hipólito, muerto por sus caballos, resucitado por Asclepio y llevado a Italia por la diosa. Se reconoce a Virbio como uno de los compañeros del séquito de Diana. El nombre de Virbio significa «dos veces hombre», de vir («hombre») y bis («dos veces»), en alusión a la resurrección del héroe.